# حيوانات القارة القطبية الجنوبية

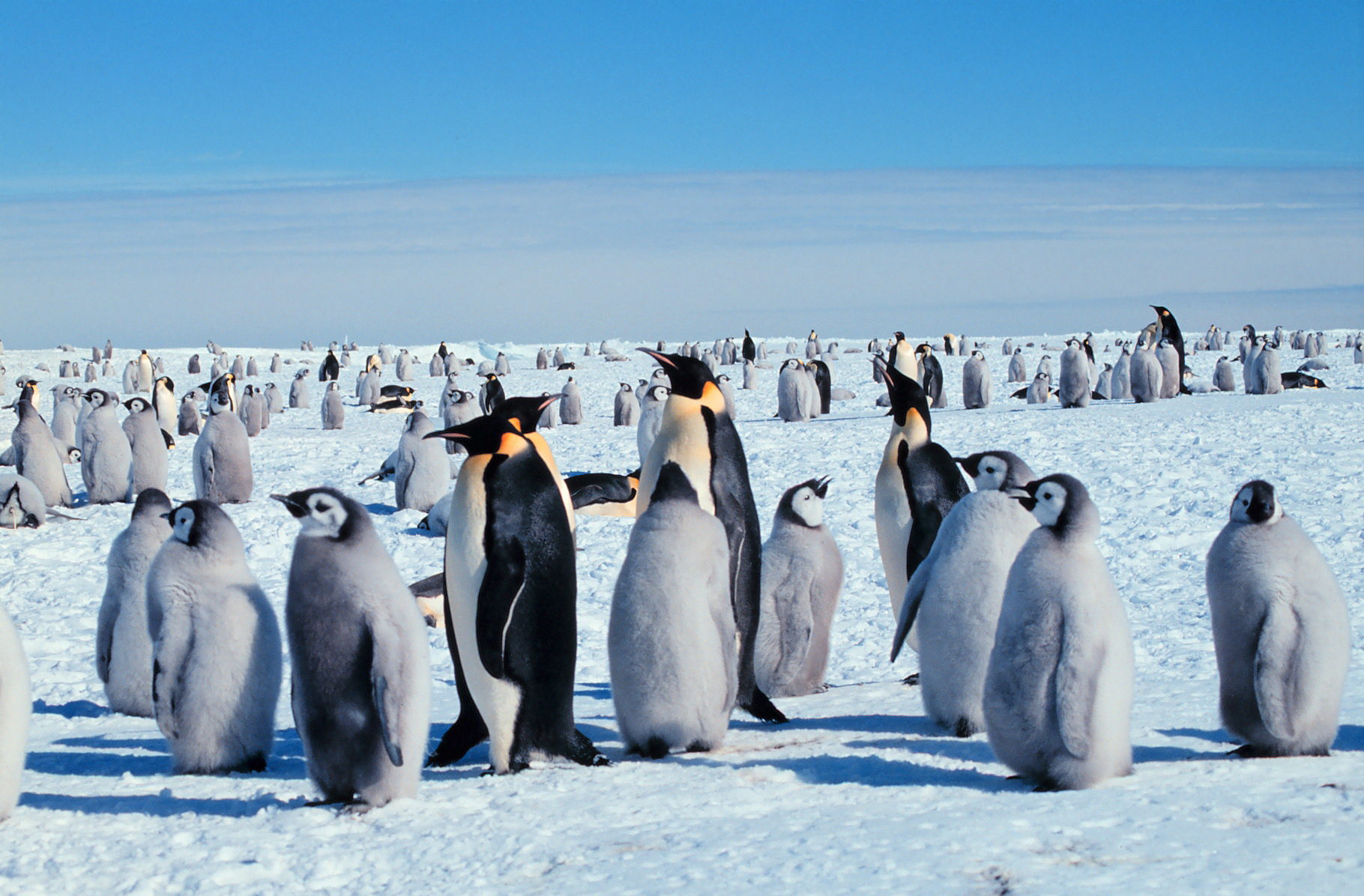

القارة القطبية الجنوبية لديها وفرة من الحياة الحيوانية، وكلها تقريبا من كونها تعتمد على البحر، في الواقع الأرض أكبر الحيوان هو حقا ذبابة مجنح حول 13MM / 0.5 بوصة من السنة. كما الحياة الحيوانية تعتمد على البحر ودافئة بدم أساسا، فإنها تميل إلى أن تكون واسعة جدا والبقاء على قيد الحياة والتقنية لا هوادة فيها ضد البرد القارس. أن القارة القطبية الجنوبية يمكن تحميل هذه الوفرة من العام الحيوانات واسعة هو نتيجة لإنتاجية البحر القطبي الجنوبي.